# Guy Môquet (stacja metra)
Guy Môquet - stacja linii nr 13 metra  w Paryżu. Stacja znajduje się pomiędzy 17. a 18. dzielnicą Paryża. Została otwarta 26 lutego 1911.
Początkowo stacja nosiła nazwę Carrefour Marcadet, od 1912 roku Marcadet – Balagny, a od 1946 roku nosi imię członka ruchu oporu, Guy Môqueta.